# 安琪 (演員)
安琪（1932年4月—2021年9月），別名安秀珠，女，黑龙江依兰人，中国電影演員，表演系教員，中國共產黨黨員。

## 生平
安琪1932年生於黑龍江省依蘭縣。1947年參加東北魯藝文工二團。1948年7月被招入東北電影製片廠三期訓練班，同年10月被分配到演員科作演員，開始拍攝《白衣戰士》、《趙一曼》、《衛國保家》、《鬼話》等影片。
1951年被組織調入中央電影局電影學校進修。1954年被分配到長春電影製片廠演員劇團。1959年調八一電影製片廠演員劇團任演員。
「文革」期間，安琪停止了藝術創作，藝術青春白白耗費。「文革」之後，安琪重新投入電影藝術的懷抱，一方面為培養中國電影的新一代表演藝術人才辛勤耕耘，另一方面為追回失去的時光積極參加影片拍攝。1978年到電影學院任教。一方面為培養電影表演人才辛勤耕耘，另一方面參加了電影《趙一曼》、《草原上的人們》、《槐樹莊》、《鄰居》的拍攝，在頗為轟動的電影《車水馬龍》中飾演重要角色。在《我在他們中間》演主角李廠長。在獲第二屆中國電影金雞獎最佳故事片《鄰居》中飾演車隊隊長的妻子，表演很有光彩。

## 家庭
丈夫葉正明是原航天部工程師，葉挺將軍次子。
儿子叶大鹰，中国电影导演。
女儿叶小燕，香港滑冰联盟主席。其丈夫李小勇为原国务院总理李鹏之子。女李叶（叶丹丹）。

## 影視作品

### 電影作品
- 《車水馬龍》
- 《我在他們中間》
- 《鄰居》
- 《趙一曼》
- 《草原上的人們》
- 《槐樹莊》[3]

### 話劇作品
- 《方珍珠》
- 《樂觀的悲劇》
- 《比翼齊飛》[2]

### 配音作品
- 《忠誠的考驗》
- 《兒子》
- 《華沙美人魚》[2]

## 外部連結
- 北京表演學院-安琪[]